# Robert deMaine
Robert deMaine (Oklahoma City, 6 dicembre 1969) è un violoncellista statunitense virtuoso. È meglio conosciuto come il violoncellista principale della Los Angeles Philharmonic.

## Biografia
Da una famiglia musicale di origine franco-canadese da parte di padre, e dall'eredità russo/francese da parte di madre, deMaine iniziò gli studi musicali al pianoforte e al violoncello all'età di 4 anni con sua madre e sua sorella, poi con gli insegnanti Lowell Russell, Jane Smith, Kari Caldwell e Rose Rahal nella sua città natale di Oklahoma City. Fece il suo debutto orchestrale all'età di 12 anni con l'Oklahoma Symphony Orchestra (ora Oklahoma City Philharmonic), interpretando le Variazioni su un tema rococò, op. 33 di Čajkovskij. A 14 anni deMaine fu invitato da Pierre Fournier a prendere lezioni da lui a Ginevra; tuttavia questa opportunità non si è mai concretizzata. deMaine continuò a studiare in varie scuole di musica e festival in tutto il mondo, principalmente presso la Università Yale e la Eastman School of Music. Ulteriori studi furono condotti presso la Juilliard Pre-College Division, la Meadowmount School of Music, la Marlboro School and Festival, il Conservatorio di Parigi, la Kronberg Academy e il Curtis Institute of Music, dove i suoi insegnanti principali erano Steven Doane, Paul Katz, André Navarra, Leonard Rose, Aldo Parisot, Luis Garcia-Renart, Boris Pergamenschikow, Felix Galimir, Joseph Silverstein e David Soyer. Studiò anche privatamente con Bernard Greenhouse, Arthur Winograd e János Starker.

## Concorsi
Vincitore di numerosi premi e riconoscimenti nazionali e internazionali, Robert deMaine è stato nominato vincitore del quinto Concorso Internazionale Irving M. Klein per archi a San Francisco, il primo violoncellista a vincere questo importante premio.

## Attività correnti
Nel 2012 Robert deMaine fu nominato violoncellista principale della Los Angeles Philharmonic Orchestra dal direttore musicale Gustavo Dudamel. DeMaine è stato primo violoncellista dell'Orchestra Sinfonica di Detroit dal 2002-2012, assunto dall'allora direttore musicale, Neeme Järvi. Mentre era poco più che ventenne e studiava all'Università Yale, deMaine è stato il principale violoncellista della Hartford Symphony Orchestra.
Robert deMaine ha insegnato musica privatamente dall'età di 14 anni. A 19 anni deMaine diventò prima assistente di Steven Doane e, successivamente, di Paul Katz, presso la Eastman School of Music. Ha insegnato al Conservatorio di Hartford dal 1993 al 2002, al Dipartimento di musica della Wayne State University di Detroit (2002-2009), all'Università del Michigan (2003-2004) e alla Colburn School di Los Angeles (dal 2015). deMaine ha anche lavorato nelle facoltà del National Orchestral Institute (2004-oggi), della Music Academy of the West (2014-17), del Montecito Music Festival (2014-oggi) e dell'Accademia Musicale Chigiana di Siena (2019- presente). Ha tenuto corsi di perfezionamento in molte importanti scuole di musica di tutto il mondo ed è stato anche docente-artista al Piatigorsky International Cello Festival di Los Angeles (2016) e al Lev Aronson Cello Festival di Dallas (2017).
Robert DeMaine è stato direttore artistico del Classical Brunch di Metro Detroit dal 2010-2015 e Classical American Homes (2014-oggi). È attivo come solista, per musica da camera e per la carriera discografica compatibilmente ai suoi doveri alla Filarmonica di Los Angeles.

## Composizioni
DeMaine ha scritto musica per il violoncello che esegue regolarmente, tra cui 2 concerti che ha composto a 16 anni e 12 Études-Caprices dal 1999.